# Way Hawang
Way Hawang is een bestuurslaag in het regentschap Kaur van de provincie Bengkulu, Indonesië. Way Hawang telt 621 inwoners (volkstelling 2010).